# Alfred Renouard de Bussière

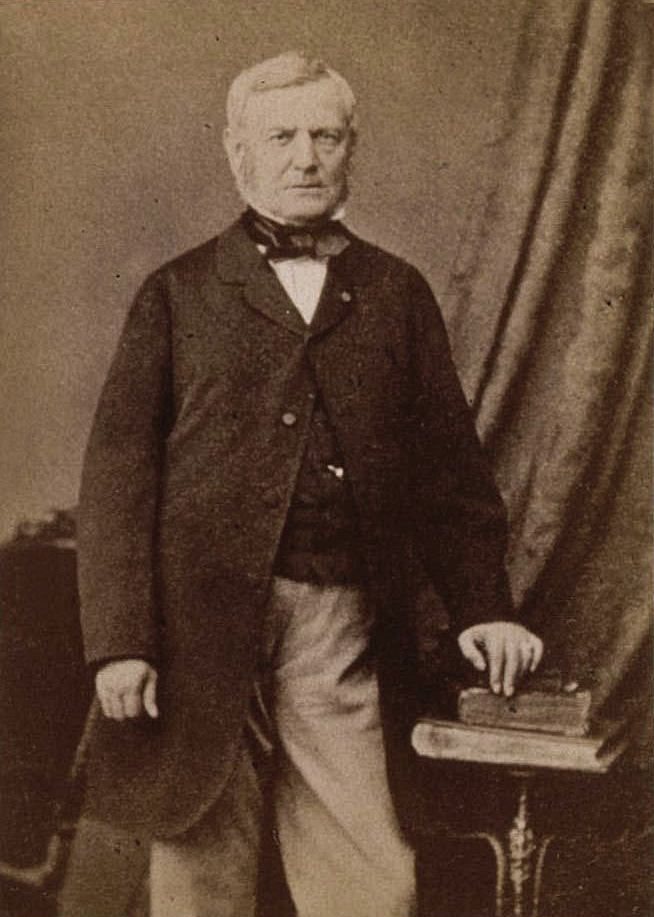
Alfred Renouard de Bussierre

Alfred Renouard de Bussière (* 14. Juni 1804 in Straßburg; † 8. April 1887 in Paris) war ein französischer Bankier, Industrieller und Politiker, der eine wichtige Rolle im Elsass spielte.

## Leben
Er war der Sohn von Athanase Paul Renouard de Bussierre, einem Bankier, und dessen Frau, Frédérique Wilhelmine, geborene von Franck. Er gründete eine Eisenbahn-Gesellschaft und 1834 eine Gesellschaft für den Betrieb von Dampfschiffen auf dem Rhein. Er war Mitglied der Zentralkommission für die Rheinschifffahrt und Präsident des Handelsgerichts in Straßburg. Nach 1840 wurde er Präsident des Rats des Département Bas-Rhin. Als 1848 die mechanische Fabrik in Graffenstaden in finanzielle Schwierigkeiten geriet, übernahm und sanierte er sie. 1872 fusionierte die Firma mit der Société André Koechlin in Mülhausen. De Bussière behielt eine Minderheitsbeteiligung an der neuen Gesellschaft Société alsacienne de constructions mécaniques.
1859 machte er einen Vorschlag, um die Eisenbahnanbindung der Vogesen-Täler zu verbessern. Dazu brachte er, zusammen mit anderen Interessierten, mehr als 2 Mio. Francs zur Finanzierung auf.
Er besaß von seiner Familie das Schloss Pourtalès in Robertsau und kaufte 1853 das Hôtel de la Prévôté in Straßburg. 1876 ließ er auf dem Gelände von Schloss Pourtalès einen Modell-Bauernhof, die Ferme Bussièrre, anlegen, mit ca. 60 ha Weiden und Äckern.

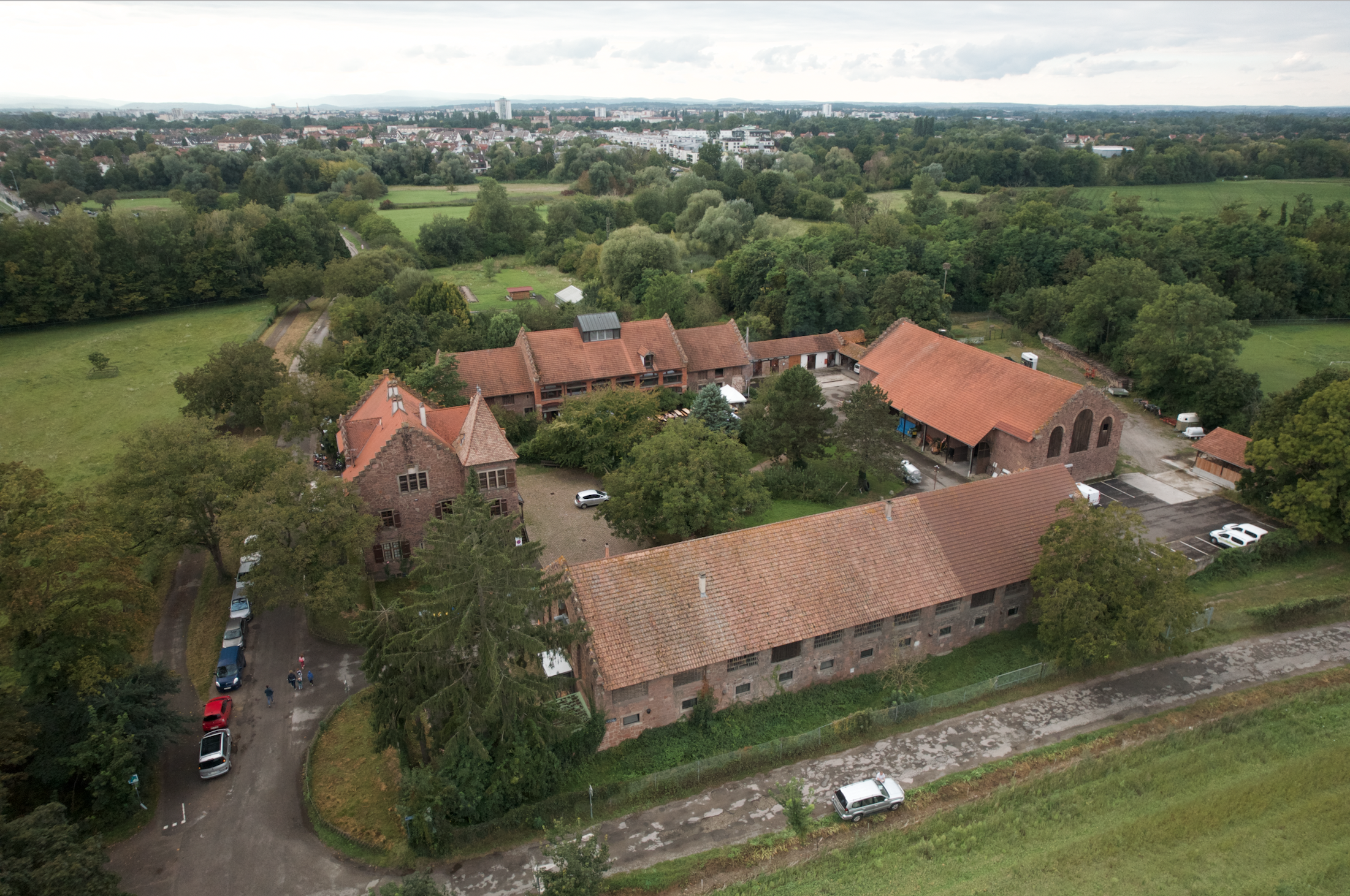
Ferme Bussierre 2021

Er war Mitglied des Konsistoriums der Kirchen der Augsburger Konfession und setzte sich 1853 für den Erhalt des Thomasstifts (Chapitre de Saint-Thomas) in Straßburg ein. 
1834 wurde er Direktor der Straßburger Münze, 1861 Direktor der Pariser Münze. Er zog deshalb nach Paris und hatte die Position bis 1880 inne. 1863 wurde er Aufsichtsrat der Société Générale du Crédit Mobilier. Von 1845 bis 1848 und von 1852 bis 1870 war er Abgeordneter in der Assemblée nationale. 
Während der deutschen Belagerung von Straßburg 1870 unterstützte er die Verteidiger, wurde nach Einnahme der Stadt von den Deutschen verhaftet und in der Festung Rastatt inhaftiert. Nach dem Frieden von 1871 wurde er freigelassen. Er wurde berühmt für seine Unterstützung der Armen, speziell die Ausbildung der Kinder, und der Krankenpflege.
Ab den 1860er Jahren erwarb Renouard de Bussierre Wald in den Nordvogesen als Kapitalanlage, dazu gehörte auch die ehemalige Glashütte (La Verrerie) in Mattstall, heute ein Ortsteil von Lembach. Das verlassene Herrenhaus renovierte er in historistischem Stil und nutzte es als Sommeraufenthalt mit seiner Familie. Bis heute (2022) bewohnen Nachkommen der Familie das Anwesen.
1836 wurde seine Tochter Mélanie geboren. Sie wuchs in Straßburg auf, zog später zu ihrem Vater nach Paris und heiratete dort Edmond de Pourtalès. Sie verkehrte am Hof Napoleons III., wurde eine Dame der Gesellschaft, die u. a. mit König Ludwig II. von Bayern und der Prinzessin Pauline von Metternich zusammenkam. Nach dem Tod ihres Mannes 1895 zog sie wieder nach Straßburg.

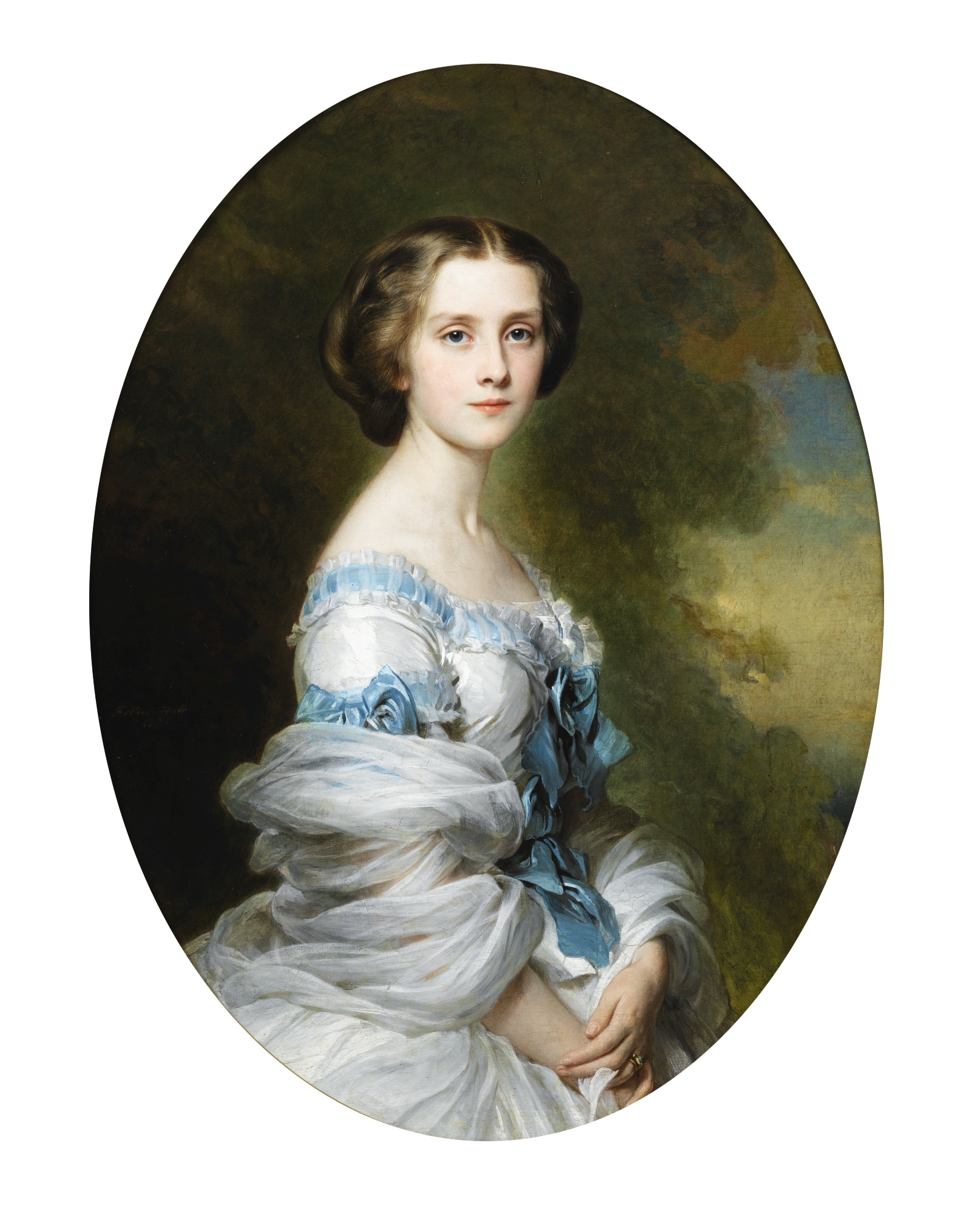
Mélanie Renouard de Bussière, comtesse Edmond de Pourtalès